# Chemarea mărilor
Chemarea mărilor (titlul original: în germană Die Meere rufen) este un film dramatic est-german, realizat în studioul DEFA în 1951 de regizorul Eduard Kubat, protagoniști fiind actorii Hans Klering, Käte Alving, Evamaria Bath și Helmut Ahner.

## Rezumat
În anii postbelici, o nouă firmă de pescuit este înființată în micul orășel de coastă Wulkow din Mecklenburg. Ernst Reinhardt s-a prezentat și el ca aplicant. Primește și un chestionar pe care îl completează acasă, dar la sfatul soției nu menționează apartenența sa la NSDAP. Într-o călătorie în Germania de Vest, Ernst vrea să-și aducă fiica înapoi, dar este acostat și șantajat de serviciile secrete americane. Se știe că și-a falsificat chestionarul de angajare la locul de muncă și și-a ascuns calitatea de membru al NSDAP. El urmează să fie recrutat de către serviciile secrete, dar el decide singurul lucru corect: merge la conducerea întreprinderii să le relateze cazul.

## Distribuție
- Hans Klering – Ernst Reinhardt
- Käte Alving – Ida Reinhardt
- Evamaria Bath – Gisela Reinhardt
- Helmut Ahner – Walter Reinhardt
- Herbert Richter – Franz Nölte
- Magdalene von Nussbaum – Emmi Nölte
- Viola Recklies – Inge Nölte
- Hans-Joachim Martens – Heinz Nölte
- Johannes Schmidt – Heinrich Stüber
- Martin Flörchinger – Kurt Schöller
- Walter B. Schulz – Wilhelm Lehmann
- Hans Maikowski – Hans Freese
- Ursula Rank – Käte Flemming
- Willi Narloch – Richard Schweikert
- Gustav Püttjer – Hein Bachmann
- Friedrich Siemers – Dieter Specht
- Fredy Barten – Erich Pascholle
- Alfred Maack – Klüterbaum
- Herbert Kiper – primarul Gubitz
- Wolfgang Erich Parge – Karl Lamprecht
- Günther Ballier – pescarul Thomsen
- Hans Schille – pescarul Gracht
- Paul Knopf – factotum Franz
- Ursula Burghard – Margot Schmidt
- Oswald Foerderer – un mașinist
- Elfriede Dugall – Trude
- Hermann Götze – un cuvântător în Bremerhaven
- Oskar Höcker – un licitant
- Albrecht Bethke – licitator
- Georg Dücker – un broker de pește
- Friedrich Teitge – un funcționar de la guvern